# 3-Nitrooxypropanol
Le 3-nitrooxypropanol, en abrégé 3-NOP, est un composé organique de formule HO-CH2-CH2-CH2-O-NO2. C'est l'ester mono-nitrique du propane-1,3-diol. Le composé est un inhibiteur de l'enzyme méthyl-coenzyme M réductase (MCR). Le MCR catalyse la dernière étape de la méthanogenèse. Lorsqu'il est donné aux ruminants, leur production entérique de méthane est diminuée.
DSM produit un complément alimentaire pour bovins, nommé « Bovaer », qui repose sur cette molécule. Le Brésil, l'un des plus grands exportateurs de viande au monde, et le Chili ont approuvé son utilisation en 2021, ainsi que l'EFSA en 2022 pour une utilisation sur les vaches laitières dans l'Union européenne,,,,.